# Eukoenenia mocororo
Espèce
Eukoenenia mocororo est une espèce de palpigrades de la famille des Eukoeneniidae.

## Distribution
Cette espèce est endémique du Minas Gerais au Brésil. Elle se rencontre à Rio Pardo de Minas dans la grotte caverna do Mocororô.

## Description
Les mâles mesurent de 1 050 à 1 150 µm et les femelles de 980 à 1 275 µm.

## Systématique et taxinomie
Cette espèce a été décrite par Maysa Souza (d) et Rodrigo Ferreira (d) en 2022.

## Publication originale
- Souza & Ferreira, 2022 : « Eukoenenia mocororo (Palpigradi: Eukoeneniidae): a new troglobitic palpigrade from a Brazilian ferruginous cave ». Zootaxa, no 5213(5), p. 497–512.